# Крушевчани
Крушевчани (на румънски: cruşoveni, крушовени) са жителите на град Крушево, Северна Македония. Това е списък на най-известните от тях. Населението на града се състои предимно от хора с български и влашки етнически произход, но като национална принадлежност крушевчаните са българи, гърци, румънци, сърби и македонци.

## Родени в Крушево
А – Б – В – Г – Д –
Е – Ж – З – И – Й –
К – Л – М – Н – О –
П – Р – С – Т – У –
Ф – Х – Ц – Ч – Ш –
Щ – Ю – Я

### A
- Александрос Сволос (1892 – 1956), гръцки политик
- Александър Матковски (1922 – 1992), историк от Социалистическа република Македония
- Александър Шумков (1867 – ?), български просветен деец
- Алексо Нане, български революционер от ВМОРО, четник на Александър Кошка[2]
- Алексо Христов, български революционер от ВМОРО, четник на Георги Сугарев[3]
- Анастас Зограф, български зограф
- Анастасия Павлова, българска народна певица
- Ангел Панушев, български революционер, деец на ВМОРО, през Първата световна война, по случай 15-а годишнина от Илинденско-Преображенското въстание, е награден с бронзов медал „За заслуга“ за приноса му към постигането на българския идеал в Македония[4]
- Хаджи Антон Зафир, български революционер, в 1869 година е член на Крушевската конспирация на Иван Шумков[5]
- Антон Станишев Дебралията (около 1828 – около 1904), български резбар
- Атанас Белотелев, български общественик, председател на Кукушката секция на Македонското културно-просветно дружество „Гоце Делчев“ в София към 1974 година[6]
- Атанас Петров (1866 – 1905), сръбски свещеник
- Атанас Томов, български революционер от ВМОРО, четник на Георги Мучитанов[7]
- Атанас Шарков, български революционер, деец на ВМОРО

### Б
- Божил Трайков, доброволец в четата на Иван Атанасов – Инджето през Сръбско-българската война в 1885 година[8]
- Бота Митов (1871 – ?), деец на ВМОРО, участник в Илинденско-Преображенското въстание в 1903 година с четата на Христо Арнаудов в Одринско[9]

### В
- Валериу Папахаджи (1906 – 1984), румънски публицист и историк
- Вангел Стоянов, български общественик
- Вангю Макшут (? – ?), революционер на ВМОРО от арумънски произход
- Вангю Панев – Ганга или Танга[10] (? – 1903), четник при Христо Димитров, загинал в местността Пърнич, Битолско
- Вангю Топузов – Пуцако, български революционер от ВМОРО
- Ванчу Делев, български революционер от ВМОРО[11]
- Ванчу (Оана) Томов, български революционер от ВМОРО[12][13]
- Васил Ильоски (1900 – 1995), писател от Северна Македония
- Васил Клисаров (1880 – 1943), български революционер
- Васил Мицковски (1886 – 1930), български революционер
- Васил Силяновски (1870 – 1946), български офицер
- Васил Христов – Рапе (1884 – ?), български революционер от ВМОРО, четник при Георги Сугарев през 1905 година[14][15]
- Веле Петре, българин, православен, арестуван преди април 1904 година, обвинен в „разбунтуване и включване в българската разбойническа група, която я нападнала Крушевската нахия“, осъден от Извънредния съд на 5 години каторга, лежал в Битолския затвор, амнистиран с общата амнистия от 12 април 1904 година[16]
- Веле Секулов, български революционер, в 1869 година е член на Крушевската конспирация на Иван Шумков[5]
- Велко Пецанов (? – ?), български революционер
- Велю Деспотов (1880 – ?), български лекар
- Велян Ив. Джиков (1878 – ?), български общественик, съдия,[17] в 1905 година завършил право в Софийския университет.[18]
- Владимир Бульов (1888 – 1968), български общественик
- Владимир Димитров, български общественик, кмет на Крушево
- Владимир Мицев (1895 – 1955), български общественик
- Владимир Руменов (1870 – 1939), български революционер, лекар и политик, депутат

### Г
- Георги Гьондов (около 1856 – 1913), български сладкар
- Георги Димов, български революционер от ВМОРО, знамееносец на четата на Питу Гули[12]
- Георги Ивановски, български революционер от ВМОРО[19]
- Георги Карев (1881 – 1950), български революционер
- Георги Котев Дьорткьоше, български революционер от ВМОРО[19]
- Георги Миланков, български революционер от ВМОРО, четник на Иван Наумов Алябака[20]
- Георги Мучитанов (1882 – 1911), български революционер
- Георги Попбогданов (? – 1910), български революционер
- Георги Силяновски (1857 – 1944), български офицер
- Георги Стоянов (? – 1903), български революционер
- Георги Томалевски (1897 – 1988), български писател
- Георги Шумков (1871 – ?), завършил математика в Женевския университет в 1893 година[21]
- Георче Тренков, български революционер от ВМОРО[22]
- Горчо Качамака (? – 1903), български революционер от ВМОРО, четник при Г. Стоянов[23]
- Горчу Джавку, български революционер от ВМОРО[24]
- Гоце Петрески (р. 1953), северномакедонски политик
- Гога Николовски (р. 1923), югославски политик
- Григор Божинов (1870 – ?), български революционер от ВМОРО
- Григор (Глигор) Д. Кръстев, български революционер, участник в Илинденско-Преображенското въстание[25][26]
- Гурко Д. Божинов, български революционер от ВМОРО[22]
- Гушу Фетаджока, български революционер, сподвижник на Георги Лажот, Димитър Чакрев и Ангел Церанец[27]

### Д
- Дамян Стоянов, български революционер от ВМОРО, четник на Георги Сугарев[28]
- Деспот Баджович (1850 – 1932), сърбоманин, деец на ранната Сръбска пропаганда в Македония
- Джоджа Павле Пантов, български революционер от ВМОРО[29]
- Димитър Атанасов (1877 – след 1943), български революционер
- Димитър Берберовски (1911 – 1944), югославски партизанин
- Димитър Велянов (1867 – 1932), български революционер
- Димитър Гюрчев (1879 – 1905), български революционер
- Димитър (Таки, Такю, Такьо) Костов – Ашлака, четник при Иван Наумов – Алябака през 1903 година[30]
- Димитър Михайлов, зограф от XIX век
- Димитър Николов, български революционер от ВМОРО, четник на Георги Мучитанов[31]
- Димитър Секулов, български революционер
- Димитър Силяновски (1892 – 1971), виден български юрист
- Димитър Станишев (около 1806 – около 1866), български резбар
- Димитър Томалевски (1892 – 1964), български общественик
- Димитър Томов Гърданов (1891 – ?), български юрист, деец на Крушевското благотворително братство в София[32]

### Е
- Ели Аргировска (1921 – 2002), югославска партизанка

### З
- Зоран Кардула (р. 1967), художник

### И
- Иван Аврамов, български революционер от ВМОРО, четник на Георги Сугарев[33]
- Иван Джонев (1882 – 1967), български революционер, войвода на ВМОРО
- Иван Котев (? – 1913), български революционер
- Иван Попдимитриев, български революционер от ВМОРО[24]
- Илия Г. Иванов, учил в Робърт колеж от 1878/1879 до 1882/1883 година[34]
- Илия Найдоски (р. 1964), футболист от Северна Македония
- Илия Николов, български революционер от ВМОРО, четник на Йордан Спасов[35]
- Илия Чонев, български свещеник и революционер, деец на ВМОРО[36]
- Илче Стойчев, български революционер от ВМОРО[22]
- Ицо Карев, български революционер, в 1869 година е член на Крушевската конспирация на Иван Шумков[5]

### Й
- Йосиф Пречистански (Иван Николов) (1870 – 1903), български духовник и революционер

### К
- Калчо Трайков (1853 – 1937), български търговец, благодетел
- Коле Сотиров Пърчале – Мукданчето, български революционер, четник при Петър Самарджиев в Тиквешко през 1904 – 1905 година[37]
- Коле Шапърдан, български революционер от ВМОРО[22]
- Константин Везенков (1848 – 1877), български лекар, опълченец
- Константин (Костадин) Г. Нейков (1880 – ?), завършил в 1903 година Солунската гимназия,[38] завършил електротехника в Санкт Петербург в 1912 година[39]
- Константин Деспотов, български архитект, завършил архитектура в прага в 1893 година[40] делегат на Крушевското братство на Учредителния събор на македонските бежански братства в 1918 година в София[41]
- Константин Йоцу (1884 – 1962), румънски архитект
- Константин Константе (1880 – 1964), румънски публицист, писател и дипломат
- Константин Малков (1873 – 1908), основател на българската земеделска наука
- Коста Божинов (1881 – 1903), български революционер от ВМОРО
- Костадин Янакиев, български революционер от ВМОРО, четник на Георги Мучитанов[42]
- Коста М. Костич (26 октомври 1880 – 7 юли 1927, Дубровник), сръбски просветен деец[43]
- Коста Щерев – Куфича (? – 1903), български революционер от ВМОРО, четник при Георги Стоянов в Крушевско[44]
- Косту Лапев, български революционер от ВМОРО[24]
- Кръсте Нешков, български революционер от ВМОРО, четник на Кочо Цонков[45]
- Куно, български революционер от ВМОРО, четник на Милан Гюрлуков[46]

### Л
- Лакю Горцу, деец на ВМОРО, ранен в първия ден на Илинденското възстание при обсадата на таксилдарския дом в Крушево[47]
- Лакю Конче, български революционер от ВМОРО[24]

### М
- Манчу Матак (1920 – 1944), югославски партизанин
- Мате Божков (1875 – ?), български революционер
- Мате и Пара Гърдановски (Баба Тонка[48]), дейци на ВМОРО[49]
- Матей (Мате) Костов Лязев (1885 – ?), български революционер от ВМОРО[19]
- Мате Сечков, български революционер от ВМОРО[19]
- Матей Гърданов, български строител
- Матей Нешков (1857 – 1940), български революционер
- Менча Кърничева (1900 – 1964), българска революционерка
- Миле Каранфилов, български революционер
- Миле Попкръстев, български революционер от ВМОРО[24]
- Мито Тръпчев, български революционер от ВМОРО[11]
- Миха Алексов, български революционер от ВМОРО[24]
- Михаил Николов – Путела, български революционер от ВМОРО[50]
- Михаил Станоев (1885 – 1929), български революционер
- Мише Ивановски (1916 – 1942), югославски партизанин

### Н
- Наки Стефанов Карев, български революционер от ВМОРО[22]
- Насту (Насте) Стоян (Стоянов) (1884 – ?), български революционер от ВМОРО, четник на Александър Кошка[51][24]
- Наум Атанасов Наумов (1878 – 1913), български военен деец, подпоручик, загинал през Междусъюзническата война[52]
- Наум Наумовски (1920 – 1960), югославски партизанин и политик
- Наум Тахов (1867 – 1930), поет и фолклорист
- Наум Томалевски (1882 – 1930), български революционер
- Наум Христов (1891 – ?), български юрист, в 1912 година завършил право в Софийския университет[53] македоно-одрински опълченец в Инженерно-техническа част и Нестроева рота на 7 кумановска дружина[54]
- Никола Аврамов (1866 – 1924), български дарител
- Никола Бащавелов (1869 – 2 декември 1914), български лекар. Завършва гимназия в София,[55] а в 1899 година завършва медицина във Виенския университет.[56] Става лекар в Дупница, а след това в Пазарджик и Видин. До смъртта си е градски лекар в София.[55]
- Никола Божинов (1869 – 1930), български бизнесмен и общественик
- Никола Велев, доброволец в четата на Георги Бабаджанов през Сръбско-българската война в 1885 година[57]
- Никола Габровски (1871 – ?), български офицер
- Никола Гулев (Лакя Гули, 1901 – 1924), български революционер
- Никола Здравев (1866 – ?), български революционер
- Никола Иванов Атанасов (1864 – 15 май 1931), деец на ВМОРО, умира в София[58]
- Никола Карев (1877 – 1905), български революционер
- Никола Киров Майски (1880 – 1962), български просветен деец и революционер
- Никола Ковача, български революционер[27]
- Никола (Коле) Ролев (? – 1903), български просветен деец и революционер
- Никола Кряста (1843 – 1910), лекар
- Никола Мартиноски (1903 – 1973), югославски художник
- Никола Петров, български революционер, в 1869 година е член на Крушевската конспирация на Иван Шумков[5]
- Никола Попов (1875 – 1954), български политик и юрист
- Никола Сотиров, български революционер от ВМОРО, четник на Лазар Димов[59]
- Никола Стойков (1878 – 1932), български революционер от ВМОРО
- Никола Томалев (Томалевски, 1865 – 1934), български търговец[60]
- Никола Христов, завършил естествени науки в Женевския университет в 1909 година[61]
- Никола Шапарданов (1871 – ?), български революционер от ВМОРО
- Николае Бацария (1874 – 1952), османски и румънски политик и публицист
- Николай Михайлов, зограф от XIX век

### П
- Павле Костев, български революционер от ВМОРО[22]
- Пане Калчев, български революционер от ВМОРО, четник на Димче Сарванов[62]
- Панзо Соколов, български революционер
- Панчо Георгиев Шекер, деец на ВМРО[63]
- Параскева Костова (1874 – след 1950), българска революционерка
- Перикли Чилев (1864 – 1925), български учен, филолог, член Македонски научен институт
- Питу Гули (1868 – 1903), български революционер
- Петра Паре, български революционер от ВМОРО[24]
- Петър Иванов, художник[64]
- Петър Карев (1879 – 1951), български революционер
- Петър Мирчевски (р. 1956), северномакедонски актьор
- Петър Николов Михайлов, кмет на Крушево от 1 септември 1941 до 5 ноември 1942 година[65]
- Петър Шумков, български възрожденец
- Питу Гьонда, деец на ВМОРО, загинал в първия ден на Илинденското възстание при обсадата на таксилдарския дом в Крушево[47]

### С
- Сава Цветков (1845 – ?), български опълченец, постъпил на 16 май 1877 г. в 1-ва дружина, 2-ра рота, уволнен на 1 юли 1878 г. След Освобождението живее в село Рила, Дупнишко.[66]
- Санду Андонов, български революционер от ВМОРО[12]
- Секула Гьорев, български революционер, в 1869 година е член на Крушевската конспирация на Иван Шумков[5]
- Сотир Георгиев Коматов (1887 – ?), български юрист и офицер, завършил право в Загребския университет в 1907 година,[67] взводен командир в 16-и полк по време на Първата световна война, ранен при Атентата в „Света Неделя“
- Сотир Танасие Атанацкович (4 септември 1896 – 2 март 1964), лекар, починал в Ниш[68]
- Сотир Кузманов, български юрист, завършил право в Хале в 1907 г.[69]
- Сотир Щерев – Куфичот, български революционер от ВМОРО[24]
- Спиридон Велев (1863 – 1937), български общественик
- Спирко Димитров, доброволец в четата на Иван Атанасов – Инджето през Сръбско-българската война в 1885 година[8]
- Ставре К. Андревски, български революционер от ВМОРО[12]
- Ставре Наумов (1870 – 1942), български журналист и издател
- Ставре Трайков, български революционер от ВМОРО[11]
- Стаменко Колев, български и югославски предприемач и строител, построава Кумановската градка болница в 1935 година[70]
- Стерие Петрашинку (1890 – 1968), арумънски активист
- Стерю Гулев (1903 – 1944), български революционер
- Стефан Баджов (1881 – 1953), български художник
- Стефан Георгиев, български революционер от ВМОРО, четник на Георги Сугарев[71]
- Стефан Илиев Матерков (1887 – 1976), български комунист[72]
- Стойка Николаеску (1879 – 1941), румънски археолог и славист
- Стойчо Кецкаров (1870 – 1942), български предприемач и революционер от ВМОРО[73]
- Стоян Везенков (1828 – 1897), български строител, революционер, опълченец
- Стерьо Боздов (1902 – 1987), югославски лекар и професор, член на АСНОМ
- Стерьо Доменику, български революционер от ВМОРО, четник на Александър Кошка[74]
- Стерьо Зимбилев, български лекар[75]
- Стерьо Николов, български революционер от ВМОРО, четник на Георги Сугарев[76]
- Стоян Велкович (27 август 1873 – 28 юли 1941), инженер, починал в Белград[77]

### Т
- Таки Николов (? – 1931), български революционер
- Таки Фити (р. 1950), северномакедонски икономист и политик, министър на финансите, академик
- Таки Хрисик (1920 – 1983), арумънски композитор и музикален педагог от Социалистическа Република Македония
- Такю Ляпов, български революционер от ВМОРО[78]
- Тасе Кюмурджия, български революционер, в 1869 година е член на Крушевската конспирация на Иван Шумков[5]
- Ташко Попхристов, български революционер от ВМОРО[11]
- Теохар Михайлов (1869 – 1940), български революционер, деец на ВМОРО и Илинденската организация[79][80]
- Ташко Карев, български революционер от ВМОРО
- Ташку Бонгу-Илиеску (ок. 1845 – 1908), арумънски просветител и писател
- Ташко Кукев (Ташку, 1881 – след 1943), български революционер от ВМОРО,[24] художник[64]
- Ташку Топуз, български революционер от ВМОРО[24]
- Ташку Шарку, български революционер от ВМОРО, четник на Александър Кошка[81]
- Тимьо Кондраков, български революционер от ВМОРО[24]
- Тирчо Карев (? – 1902), български революционер от ВМОРО
- Тирчу Секулов, български революционер от ВМОРО[22]
- Тодор Георгиев Вълканов (1895 – 1928), български комунист[82], македоно-одрински опълченец, 3 рота на 10 прилепска дружина[83]
- Тоду Боряр, български революционер от ВМОРО[24]
- Тома Велев (1875 – ?), български просветен деец, в 1900 година завършил философия и педагогия в Софийския университет[84]
- Тома Д. Гърданов (1861 – 1927), български строител и общественик, деец на Крушевското благотворително братство, член на дружество „Св. св. Кирил и Методий“; член на зидаро-еснафското сдружение в София[85]
- Тома Гьорев – Лало, български революционер от ВМОРО[86][87]
- Тома Константинов, български революционер от ВМОРО[11]
- Тома Кърчов (1878 – след 1958), български революционер
- Томо Кръстев Дойчин, български революционер от ВМОРО[22]
- Томо Кутурец (1906 – 1979), югославски партизанин и политик
- Трайко Цветков (1792 – 1823), наричан Демир Трайко, участник в Гръцката война за независимост от 1821 година, байрактар в четата на Марко Бочар[88][89]

### У
- Унчу Г. Велянов, български революционер от ВМОРО[22]

### Х
- Христо Бабинов (1845 – 1910), български фабрикант
- Христо Велев, български революционер от ВМОРО, четник на Георги Сугарев[90]
- Христо Дограмаджиев, български политик, народен представител[91]
- Христо Д. Велев (? – 1910), български юрист[92]
- Христо Карев (? – 1903), български революционер
- Христо Настев, български революционер от ВМОРО, четник на Лука Иванов[93]
- Хр. Николов, български революционер от ВМОРО, четник на Иван Наумов Алябака[94]
- Христо Петрески (р. 1957), северномакедонски поет и журналист
- Христо Попхристов, български духовник и революционер
- Христо Танушев (1877 – 1953), български военен деец и революционер
- Христо Цицов (? – 1898), лидер на гъркоманската партия в Гевгели

### Я
- Янаки Стефанов (1864 – 1941), български дарител
- Яне Павлов – Стомнарко, български революционер от ВМОРО, четник при Гюрчин Наумов в Крушевско през 1902 година[95]

## Опълченци от Крушево
- Анастас Михайлов, IV опълченска дружина, умрял преди 1918 г. в София[96]
- Коста Христов, I опълченска дружина, умрял преди 1918 г.[97][98]
- Милан Алексов, IV опълченска дружина, умрял преди 1918 г.[99]
- Никола Димитриев, IV опълченска дружина, умрял преди 1918 г.[99]
- Радивой Недялков, I опълченска дружина, умрял преди 1918 г.[100]
- Сава Ценков, I опълченска дружина[100]

## Македоно-одрински опълченци от Крушево
- Атанас Баджев, 1 рота на 9 велешка дружина, носител на орден „За храброст“ IV степен[101]
- Атанас Баджев, 22-годишен, Инженерно-техническа част – МОО, Нестроева рота на 10 прилепска дружина[101]
- Велко Ангелов Японеца, 22-годишен, жител на София, четата на Методи Стойчев[102]
- Димитър (Мицко) Баджов, 22-годишен, 2 рота на 6 охридска дружина, носител на бронзов медал[101]
- Коста Аврамов, 26-годишен, Нестроева рота на 9 велешка дружина[103]
- Михаил Ив. Алексов, 45-годишен, земеделец, основно образование, 1 и Нестроева рота на 10 прилепска дружина, носител на орден „За храброст“ IV степен[104]
- Петър Ацев, 32-годишен, 6 охридска дружина[105]
- Сотир Анастасов, 22-годишен, Нестроева рота на 6 охридска дружина[106]
- Христо Алексов, 33-годишен, 2 рота на 6 охридска дружна[107]

## Починали в Крушево
- Георги Попбогданов (? – 1910), български революционер
- Петър Филипов Гарката (? – 1854), прочут български дърворезбар от Дебърската художествена школа
- Петър Юруков (1882 – 1905), български революционер, ръководител на ВМОРО в Крушевско
- Питу Гули (1868 – 1903), български революционер
- Стерьо Боздов (1902 – 1987), югославски лекар и професор, член на АСНОМ
- Мише Ивановски (1916 – 1942), югославски партизанин

## Свързани с Крушево
- Александру Йоцу, виден румънски архитект, по произход от Крушево
- Антоний Проватски (1915 – 2002), български духовник, по произход от Крушево
- Богдан Томалевски (1924 – 2012), виден български архитект, по произход от Крушево
- Григор Шишков, родом от Тиквешко, български учител в Крушево след 1870 година, участник в Учителския събор в Прилеп през 1871 година,[108] починал в София[109]
- Йоаким III Константинополски (1834 – 1912), вселенски патриарх, по произход от Крушево
- Никола Велев (1897 – 1976), български революционер, по произход от Крушево
- Тоше Проески (1981 – 2007), поп-певец от Северна Македония